# James Scott (acteur)
 (mai 2016).
Si vous disposez d'ouvrages ou d'articles de référence ou si vous connaissez des sites web de qualité traitant du thème abordé ici, merci de compléter l'article en donnant les références utiles à sa vérifiabilité et en les liant à la section « Notes et références ».
Pour les articles homonymes, voir James Scott et Scott.
James Scott est un acteur britannique né le 14 janvier 1979 à Newcastle.
Il est surtout connu pour avoir joué le rôle d'E.J. DiMera dans le feuilleton Des jours et des vies.

## Biographie
Après quelques semaines à Londres, James Scott est approché par l'agence Storm Model Management avec laquelle il va collaborer pendant plus de deux ans. Dans le même temps, il est accepté à la prestigieuse école d'art dramatique londonienne LAMDA.
Au cours d'un voyage pour un séance photo à Los Angeles, il participe à un cours de théâtre d'Ivana Chubbuck à Hollywood. Le cours le détermine à déménager à Los Angeles. Il étudie l'art dramatique pendant encore deux années avant d'être embauché dans le feuilleton La force du destin. Il y interprète le rôle d'Ethan Cambias d'août 2004 à février 2006. Il est depuis mai 2006 dans le feuilleton Des jours et des vies dans le rôle d'E.J. DiMera. Il quitte le soap en 2014 après huit ans.

## Filmographie
- 2004-2006 : La force du destin : Ethan Cambias
- 2006-2014: Des jours et des vies : E.J. DiMera

## Distinctions

### Nominations
| Nomination          | Année | Catégorie                                 | Production            | Ref   |
| ------------------- | ----- | ----------------------------------------- | --------------------- | ----- |
| Daytime Emmy Awards | 2010  | Meilleur acteur dans une série dramatique | Des jours et des vies | [ 2 ] |
| Daytime Emmy Awards | 2011  | Meilleur acteur dans une série dramatique | Des jours et des vies | [ 3 ] |